# Южный Кадуй
Южный Кадуй — деревня в Тулунском районе Иркутской области России. Входит в состав Будаговского муниципального образования.
Деревня расположена на правом берегу реки Даур, на противоположном берегу — деревня Северный Кадуй. Южный Кадуй находится примерно в 33 км к западу от районного центра — города Тулун.

## Население
| 2002 | 2010 | 2011 | 2012 |
| ---- | ---- | ---- | ---- |
| 71   | ↗74  | →74  | →74  |

По данным Всероссийской переписи, в 2010 году в деревне проживали 74 человека (40 мужчин и 34 женщины).